# Distretto di Pachia
Il distretto di Pachia è un distretto del Perù, facente parte della provincia di Tacna, nella regione di Tacna.

## Data di fondazione
2 di gennaio di 1857

## Superficie e popolazione
- 603,68 km²
- 1 945 abitanti